# Tanytarsus zariae
Tanytarsus zariae är en tvåvingeart som beskrevs av Freeman 1958. Tanytarsus zariae ingår i släktet Tanytarsus och familjen fjädermyggor. Inga underarter finns listade i Catalogue of Life.